# Teatre Carlo Goldoni
El Teatre Carlo Goldoni és un edifici històric de Venècia, corresponent a l'antic Teatre Vendramin, també anomenat Teatro di San Salvador i Teatro di San Luca. Va ser inaugurat el 1622 i és el teatre més antic de Venècia que es conserva. És un teatre d'estil italià, amb la sala estructurada en una zona de platea i quatre nivells de llotges, amb una capacitat total de 800 seients. L'escenari fa 12 metres d'amplada i 11,20 metres de profunditat. Es troba a prop del Pont de Rialto, al centre històric de la ciutat.

## Història
La família Vendramin, present entre els patricis venecians el 1381, posseïa algunes petites cases a la parròquia de San Luca que van ser destruïdes per un incendi el 1595. Quan es va tractar d'invertir capital en la reconstrucció de la finca, va prevaldre la proposta de construir un teatre de comèdia. Els Vendramin, per tant, van ser propietaris del teatre des de voltants de 1630 fins a mitjans del segle xx, quan el municipi de Venècia va sol·licitar la declaració d'utilitat pública de l'edifici que constituïa el teatre a fi de procedir a la seva expropiació, que es va fer efectiva el 1956.
El 1665, l'estrena mundial de Mutio Scevola de Francesco Cavalli va tenir lloc a l'aleshores Teatre Vendramin di San Salvatore, el 1666 l'estrena de Pompeo Magno de Cavalli i Il Seleuco d'Antonio Sartorio, el 1667 La caduta d'Elio Seiano de Sartorio, el 1668 Tiri de Giovanni Legrenzi i el 1672 L'Adelaide e L'Orfeo di Sartorio, el 1673 Massenzio de Sartorio, el 1675 La divisione del mondo i Eteocle e Polinice de Legrenzi i el 1676 Adone a Cipro i Germanico sul Reno de Legrenzi.
El seu període més rellevant va ser a partir del 1752, quan el teatre va aconseguir contractar Carlo Goldoni, que en aquell moment era considerat el dramaturg més important de la ciutat, amenaçat només per la fama del Carlo Gozzi, i que va jugar un paper significatiu en el desenvolupament de l'opera buffa. El 3 d'octubre de 1786, Johann Wolfgang Goethe, que es trobava a Venècia en el seu famós viatge, va assistir a «un espectacle improvisat amb màscares».
Amb la caiguda de la República de Venècia el 1797 a mans de l'exèrcit de Napoleó Bonaparte, el teatre, que encara s'anomenava San Luca, va ser tancat per edicte napoleònic. La reobertura va tenir lloc el 1818 amb un decret imperial austríac. El teatre va patir nombroses modificacions i restauracions arran d'incendis i deficiències estructurals. Entre les més importants, la de 1818 dissenyada per l'arquitecte i escenògraf Giuseppe Borsato i la de 1833, en què la decoració de les sales va ser confiada a Francesco Bagnara, que en aquell moment era escenògraf a La Fenice; durant aquell període el teatre va prendre el nom d'Apol·lo. El 14 de novembre de 1818 va tenir lloc l'estrena mundial d'Enrico di Borgogna de Gaetano Donizetti, mentre que el 17 de desembre de 1818 va ser el torn d'Una follia, també de Donizetti.
El 1826 el teatre va ser equipat, el primer a Itàlia, amb una gran estufa de gas. El 1837 va acollir l'estrena mundial de la Pia de' Tolomei de Donizetti amb Fanny Tacchinardi Persiani, Antonio Poggi i Giorgio Ronconi, a causa de l'incendi a La Fenice. El teatre va rebre el nom de Carlo Goldoni el 1875, per iniciativa del dramaturg Angelo Moro Lin, amb el suport de Regina De Marchi, la vídua de Vendramin, durant les celebracions de l'aniversari del naixement del dramaturg.
El teatre també és conegut perquè el vespre del 12 de març de 1945, durant una representació de Vestire gli ignudi de Luigi Pirandello, els partisans de la Brigada Biancotto van irrompre a l'escenari i, amenaçant els feixistes i els alemanys presents amb una pistola, van fer una crida a la lluita i a la llibertat, i després van llençar un paquet de fullets a la sala abans d'anar-se'n. Una placa de marbre dins del teatre commemora l'esdeveniment, anomenat com la beffa del Goldoni.
Tancat després de la Segona Guerra Mundial per inseguretat i expropiat el 1957 pel propietari Giacomo Baldissera Treves de Bonfili, va ser reobert el 1979 després d'una renovació completa per a millorar-ne la capacitat i els serveis. La primera representació de la nova etapa va tenir lloc el 22 d'abril de 1979 quan es va posar en escena La locandiera de Carlo Goldoni, dirigida per Giancarlo Cobelli amb Carla Gravina i Gabriele Ferzetti.